# Хотівська сільська рада
| Хотівська сільська рада — колишній орган місцевого самоврядування у Києво-Святошинському районі Київської області з адміністративним центром у с. Хотів. 12 червня 2020 року увійшла до об'єднаної Феодосіївської сільської територіальна громади. Водні об'єкти на території, підпорядкованій даній раді: річки - Струмок Віта́ , Сіверка. Сільській раді підпорядковані населені пункти: - с. Хотів - с. Кременище - с. Круглик |

## Склад ради
Рада складається з 30 депутатів та голови.

### Керівний склад ради
| ПІБ                                            | Основні відомості                                                 | Дата обрання | Дата звільнення |
| ---------------------------------------------- | ----------------------------------------------------------------- | ------------ | --------------- |
| Сільський голова - Безпечний Микола Григорович | Сільський голова, 1959 року народження, вища освіта, безпартійний | 31.10.2010   |                 |

Примітка: таблиця складена за даними джерела